# Sobao
Le sobao ou sobao pasiego est une pâtisserie typique des Valles Pasiegos (vallées de la rivière Pas) en Cantabrie, région située dans le Nord de l'Espagne. On le trouve tout spécialement à Selaya, Vega de Pas, Villacarriedo et Alceda-Ontaneda, ainsi que dans le nord-est de la province de Burgos, principalement à Espinosa de los Monteros. Cependant il est connu, disponible et apprécié dans toute l'Espagne. Il s'agit d'une petit gâteau carré et plat de 8 cm par 8 cm environ, dont la saveur beurrée est similaire à celle de la madeleine.

## Étymologie
Le sobao était initialement appelé sobado, ce mot étant le passé composé du verbe sobar, qui signifie « pétrir avec ses mains », « malaxer, en particulier une pâte comme celle du pain ». Sobado a subi une déformation, par un accent régional ou une manière familière de prononcer, qui consiste à éluder certaines lettres — ici le d — ce qui devient sobado > sobao. Sobao signifie donc « pétri ». Selon María Moliner, sobar vient probablement du latin vulgaire subágere, altération de subígere, dérivé de ágere, « agir ».
« Pasiego » signifie « de la vallée du Río Pas », rivière de Cantabrie qui se jette dans la mer Cantabrique à la Ría de Mogro et à l'estuaire du Pas entre Suances et Liencres, à 12 km à l'ouest de Santander.

## Caractéristiques

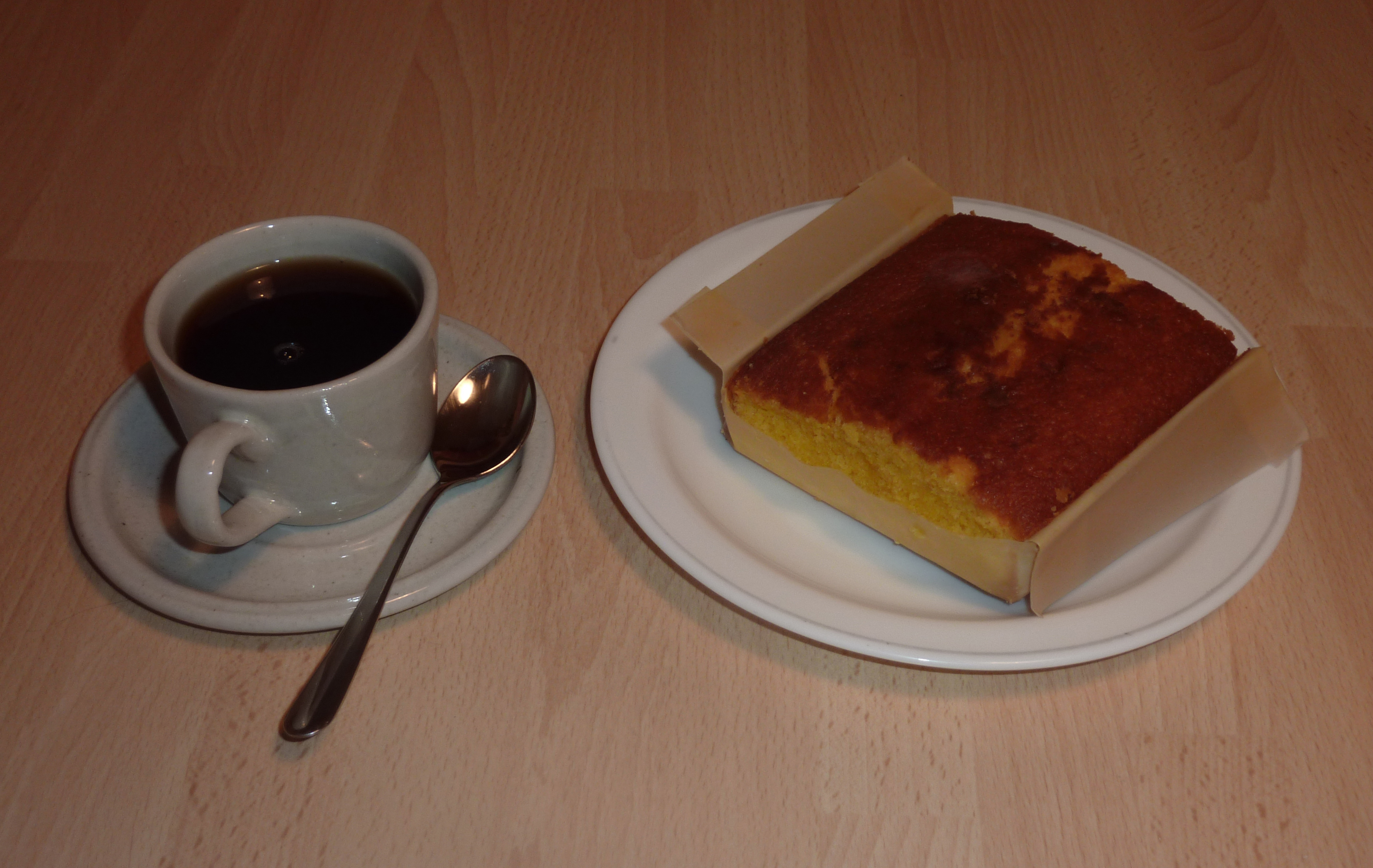
Sobao de Unqueira.

Dans la recette primitive, les ingrédients étaient la pâte à pain, le sucre blanc et le beurre. Dans la recette ancienne du sobao pasiego, on ajoutait deux œufs, un zeste de citron et de la liqueur de rhum ou d'anis. Le sobao moderne apparaît en 1896, quand Eusebia Hernández Martín, une cuisinière du docteur Enrique Diego-Madrazo, remplace la pâte à pain par de la farine.
Pour sa recette, on prend un kilo de sucre, un kilo de beurre, 900 grammes de farine, 12 œufs, une pincée de sel, un zeste de citron râpé, une cuillerée de rhum ou d'anis et un peu de levure en poudre. On mélange le sucre et le beurre, on ajoute le sel et le citron, et on continue à pétrir. Puis on incorpore les œufs peu à peu, avec la cuillerée de liqueur. Enfin, on ajoute la farine et la levure. Quand la pâte est prête, on la dépose dans des moules en papier de forme carrée et on met au four, en veillant à une cuisson équilibrée de toute la surface.

## Classification
Le sobao pasiego bénéficie depuis 2004 d'une Indication géographique protégée (IGP). Cette IGP est une protection juridique qui spécifie la zone d'élaboration et de conditionnement des sobaos par le terme sabao pasiego. Cette zone est centrée en la comarque du Pas, délimitée par les rivières Pas et Río Pisueña, et dans la zone d'influence de ces rivières. Ces territoires se situent dans la zone centrale de la communauté autonome de Cantabrie et sont constituées par les municipalités suivantes :
- Anievas, Arenas de Iguña, El Astillero
- Bárcena de Pie de Concha
- Camargo, Cartes, Castañeda, Cieza, Los Corrales de Buelna, Corvera de Toranzo
- Entrambasaguas
- Liérganes, Luena, Marina de Cudeyo
- Medio Cudeyo, Miengo, Miera, Molledo
- Penagos, Piélagos, Polanco, Puente Viesgo
- Reocín, Ribamontán al Mar, Ribamontan al Monte, Riotuerto
- San Felices de Buelna, San Pedro del Romeral, San Roque de Riomiera, Santa Cruz de Bezana, Santa María de Cayón, Santander, Santillana del Mar, Santiurde de Toranzo, Saro (Espagne), Selaya, Suances
- Torrelavega
- Vega de Pas, Villacarriedo, Villaescusa et Villafufre.